# Шайнфельд
Шайнфельд (нім. Scheinfeld) — місто в Німеччині, розташоване в землі Баварія. Підпорядковується адміністративному округу Середня Франконія. Входить до складу району Нойштадт-на-Айші–Бад-Віндсгайм. Центр об'єднання громад Шайнфельд.
Площа — 45,12 км2. Населення становить 4700 ос. (станом на 31 грудня 2020).

## Галерея

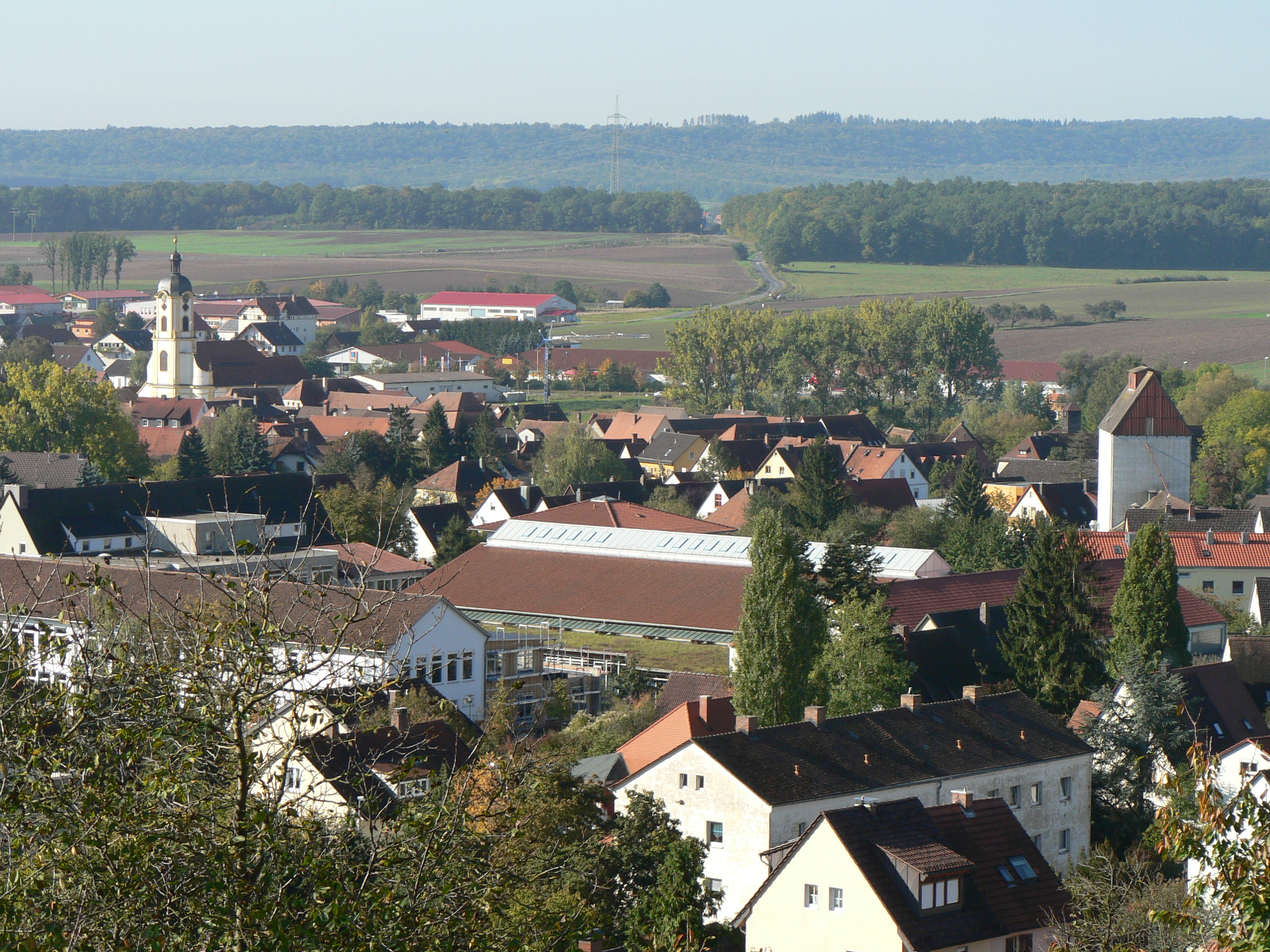
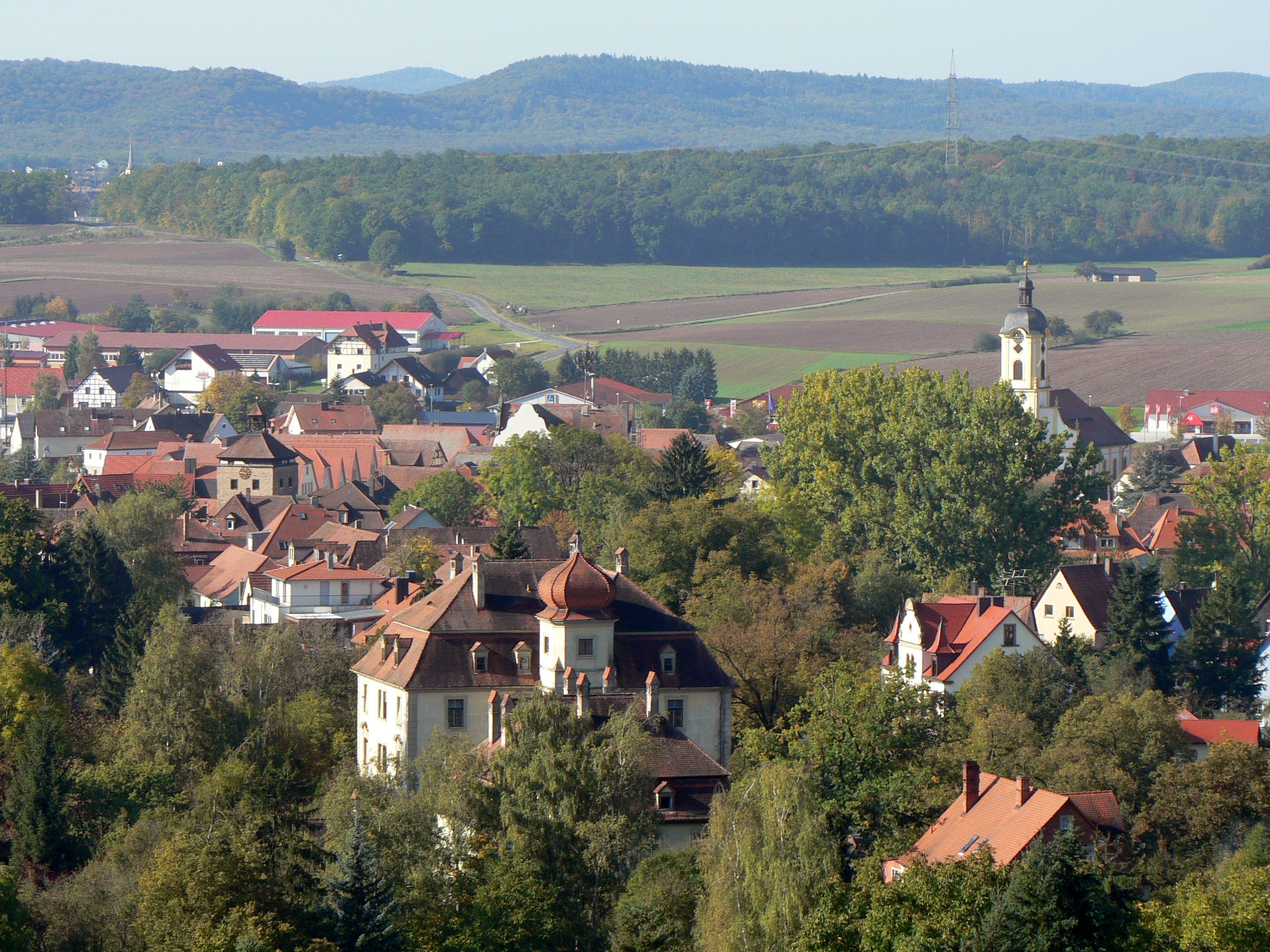
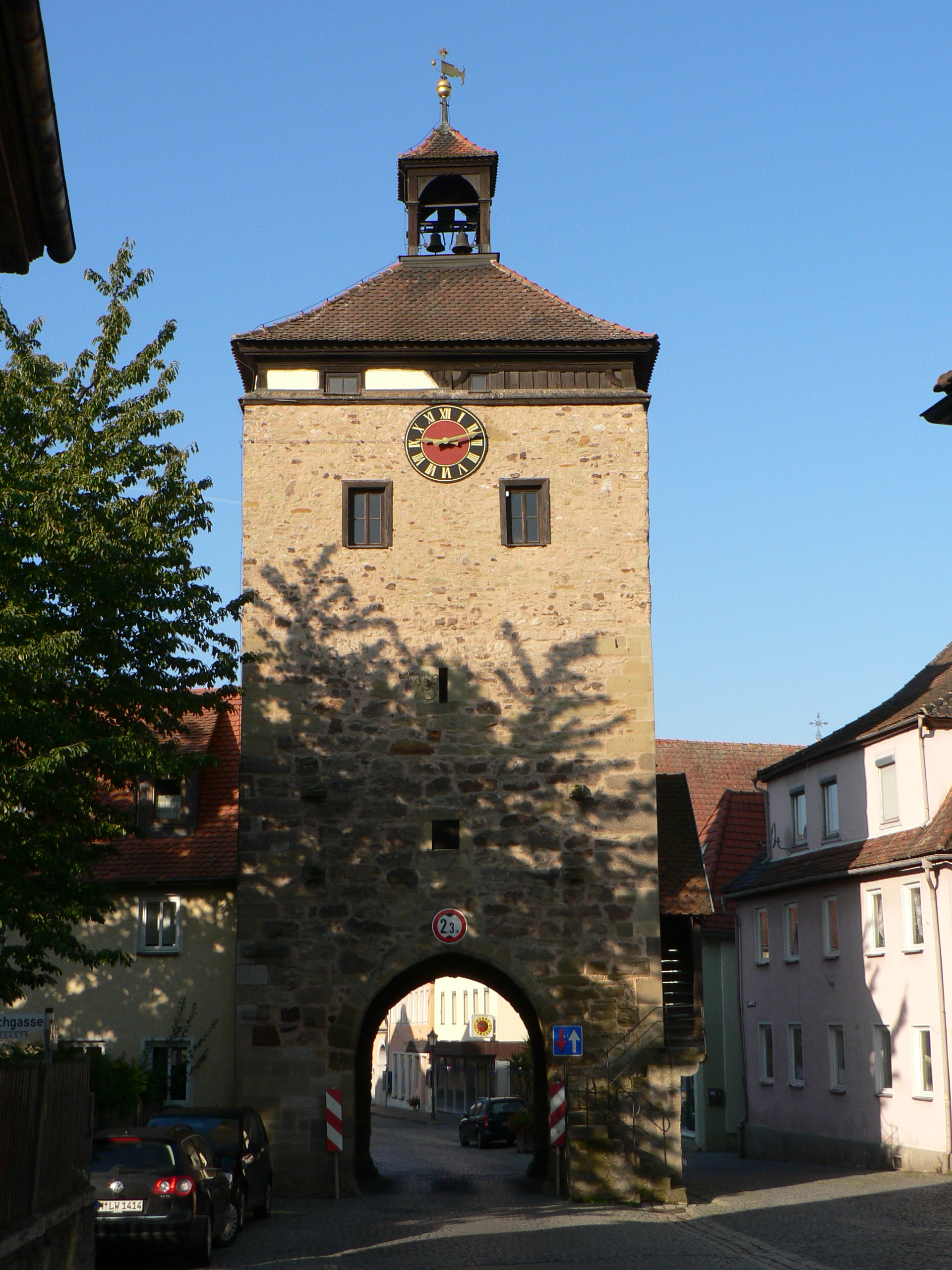